# Compagnie d'arc Bagnolet-Belleville
La compagnie d'arc Bagnolet-Belleville, fondé en 1847, est une association sportive de tir à l'arc affiliée à la FFTA et à la famille de la Dhuys.

## Historique
La Compagnie de tir à l’arc Bagnolet-Belleville a été fondée en 1847, elle portait autrefois le nom de Compagnie du Centre et était située rue du Faubourg-du-Temple à Paris. Elle changea d’emplacement en 1854 dans le quartier de Belleville toujours sur Paris puis s’installa rue des Rigoles et pris le nom de 1re Compagnie d’arc du centre Belleville. Expropriée en 1974, la Compagnie pris place dans le stade des Rigondes, à Bagnolet, sous son nom actuel.
Il s’agit d'une association régie par la loi de 1901, elle est affiliée à la FFTA sous le no 2693057. La Compagnie est également rattachée à la famille Dhuys. 

## La structure
Elle dispose d'un Jeu d'arc. Une salle d'arme et un logis permet aux archers de s'équiper avant toute activité sportive.

## Les licenciés
Au sein de la compagnie Bagnolet-Belleville, il y a 44 % de femmes et 56 % d’hommes dont 72 % d’adultes, 24 % de jeunes et 4 % de poussins. La moyenne d’âge est de 39 ans. Plus de 80 % des tireurs manient l'arc classique.

## Les tirs de traditions
Deux tirs sont célébrés chaque année : le tir de la Saint Sébastien et celui du Tir à l'oiseau.